# デイヴィド・ヴィリアン・ダ・シウヴァ
デイヴィド（Deivid）ことデイヴィド・ヴィリアン・ダ・シウヴァ（ポルトガル語: Deivid Willian da Silva、1989年1月18日 - ）は、ブラジルのサッカー選手。ポジションはMF。

## クラブ歴
パラナ州ロンドリーナの出身。2005年に16歳でパラナ・サッカー・テクニカル・センターの下部組織からアトレチコ・パラナエンセの下部組織に移籍。2010年5月30日にカンピオナート・ブラジレイロ・セリエAで初出場し、選手デビュー。初得点を決めたのは2012年2月8日のカンピオナート・パラナエンセでの一戦であった。2014年10月1日に2018年末まで契約を延長した。
2018年にスポルチ・レシフェに移籍。翌年グアラニFCに移籍。